# 曾六德
曾六德（1570年5月15日—17世紀），字完甫，號心葉，福建建寧府浦城縣人，明朝政治人物。

## 生平
曾六德早年出身縣學生，以《詩經》中萬曆二十八年（1600年）福建鄉試舉人第八十八名，次年（1601年）會試中式第四十三名，聯捷三甲六十三名進士，兵部觀政，改翰林院庶吉士，三十三年轉任禮科給事中，三十六年管銀庫，丁憂歸。四十年復除原官，任內直言不避權貴，多次請求明神宗建儲違逆旨意，又因彈劾宦官被貶謫為廣東香山典史，之後因病告歸，家徒四壁但保持清介。

## 家族
曾祖曾理惠，祖父府照磨曾大用，父親曾汝相，母親練氏。